# Шопин, Владимир Витальевич
 Влади́мир Вита́льевич Шо́пин (укр. Володимир Віталійович Шопін; род. 9 мая 1991, Харьков) — украинский футболист, защитник

## Игровая карьера
Воспитанник футбольной школы харьковского «Металлиста». Первый тренер — Виктор Аристов. С 2009 года играл в дубле харьковчан. Защищая цвета «Металлиста», в молодёжном первенстве Украины провёл 107 матчей, забил 5 голов. Становился серебряным призёром турнира в сезоне 2010/11.
Зимой 2014 года перешёл в черкасский «Славутич». С этой командой в сезоне 2013/14 играл в полуфинале Кубка Украины.
Летом 2017 года перешел в харьковский «Гелиос».
Перед сезоном 2018/19 годов перешёл в МФК «Николаев», но ещё до закрытия трансферного окна, по информации Football.ua, был изгнан из команды из-за распития алкоголя в гостинице. В середине сентября 2018 года перешёл в «Таврию», откуда вскоре также был отчислен по причине несоответствия профессиональных качеств требованиям клуба.
8 февраля 2019 года подписал контракт с перволиговым клубом «Горняк-Спорт».